# Erb (Dorfen)
Erb (um 1866 auch Erber) ist ein Gehöft in der Gemeinde Dorfen im oberbayerischen Landkreis Erding. 

## Lage
Das Gehöft Erb liegt in der Luftlinie 1,5 Kilometer nordwestlich der Marktkirche von Dorfen.

## Geschichte
Erb gehörte um 1866 zur Gemeinde Zeilhofen, die im Zuge der bayerischen Gebietsreform am 1. Mai 1978 der Stadt Dorfen angeschlossen wurde.
Erb ist kein amtlich benannter Gemeindeteil. Daher werden die Einwohnerzahlen bei Volkszählungen nicht gesondert erfasst. Da das Gehöft unmittelbar an den Weiler Harbach angrenzt, werden die Bewohner wohl dort mitgezählt. Im Rahmen der Beitragserhebung des Zweckverbandes zur Wasserversorgung Erding-Ost wird es aber im Amtsblatt des Landratsamts Erding als einer der „Teile der Stadt Dorfen“ aufgelistet.